# 豊田村 (栃木県)
豊田村（とよだむら）は栃木県の南部、下都賀郡に属していた村である。

## 地理
- 河川 - 思川

## 歴史
- 1871年（明治4年）7月 - 廃藩置県により、本村域は日光県・壬生県・大田原県・関宿県・下妻県の５県に属する。
- 同年11月 - 県の統廃合により全域が栃木県の管轄になる。
- 1889年（明治22年）4月1日 - 町村制施行により、卒島村、松沼村、荒川村、大本村、小薬村、小宅村、黒本村、島田村、渋井村、立木村、今里村、上初田村が合併し豊田村が成立する。
- 1911年（明治44年）4月 - 両毛線に思川駅が開設される。
- 1955年（昭和30年）2月11日 - 穂積村、中村と合併し美田村となる。

## 村長
- 大塚永蔵

## 人口推移
- 1920年（大正9年）…6,148人
- 1925年（大正14年）…6,419人
- 1930年（昭和5年）…6,491人
- 1935年（昭和10年）…6,551人
- 1940年（昭和15年）…6,589人
- 1947年（昭和22年）…8,184人
- 1950年（昭和25年）…7,977人

## 交通

### 鉄道
- 日本国有鉄道（現：東日本旅客鉄道）
  - 両毛線：思川駅